# Etrusco Unico

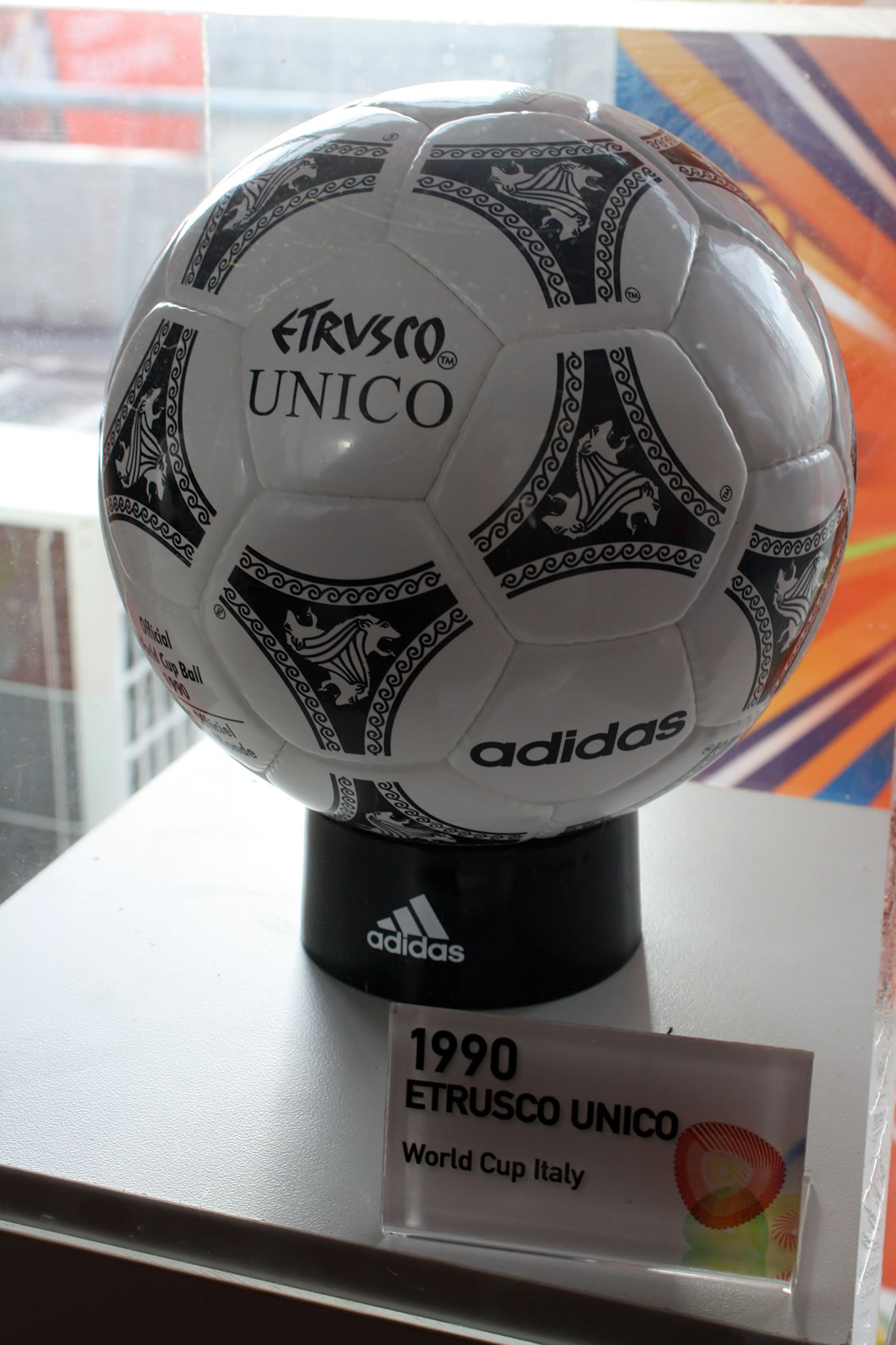
Der offizielle Spielball der Fußball-Weltmeisterschaft 1990

Etrusco Unico ist der Name des offiziellen Spielballs der Fußball-Weltmeisterschaft 1990 in Italien sowie der Fußball-Europameisterschaft 1992 in Schweden.

## Eigenschaften
Wie die meisten anderen Fußbälle internationaler Sportwettbewerbe wurde auch der Etrusco Unico von Adidas hergestellt und vertrieben. Es ist der erste Ball, der sowohl bei einer Fußball-Weltmeisterschaft als auch bei einer Fußball-Europameisterschaft verwendet wurde, ohne speziell weiterentwickelt worden zu sein. Außerdem kam der Ball auch bei den Olympischen Sommerspielen 1992 in Barcelona zum Einsatz.
Der Name des Spielballs ist auf die langjährige Geschichte Italiens zurückzuführen, bei der das antike Volk der Etrusker eine wesentliche Rolle spielte. Auch das Aussehen weist drei etruskische Löwenköpfe auf jedem der 20 hexagonalen Panels auf.
Der Ball stellte die nächste Entwicklungsstufe synthetischer Materialien dar. Er war der erste Spielball mit einer inneren Schicht aus schwarzem Polyurethan-Schaum. Dadurch war der Etrusco Unico vollständig wasserabweisend. Das offizielle Replikat des Spielballs wurde Primo Etrusco genannt und hatte als wesentliches Merkmal eine blaue Farbe der Verzierung.